# 蒂萨科罗德
蒂萨科罗德（匈牙利語：Tiszakóród）是匈牙利索博尔奇-索特马尔-拜赖格州所辖的一个村。总面积16.69平方公里，总人口707，人口密度42.4人/平方公里（2011年1月1日）。